# Karl Taube

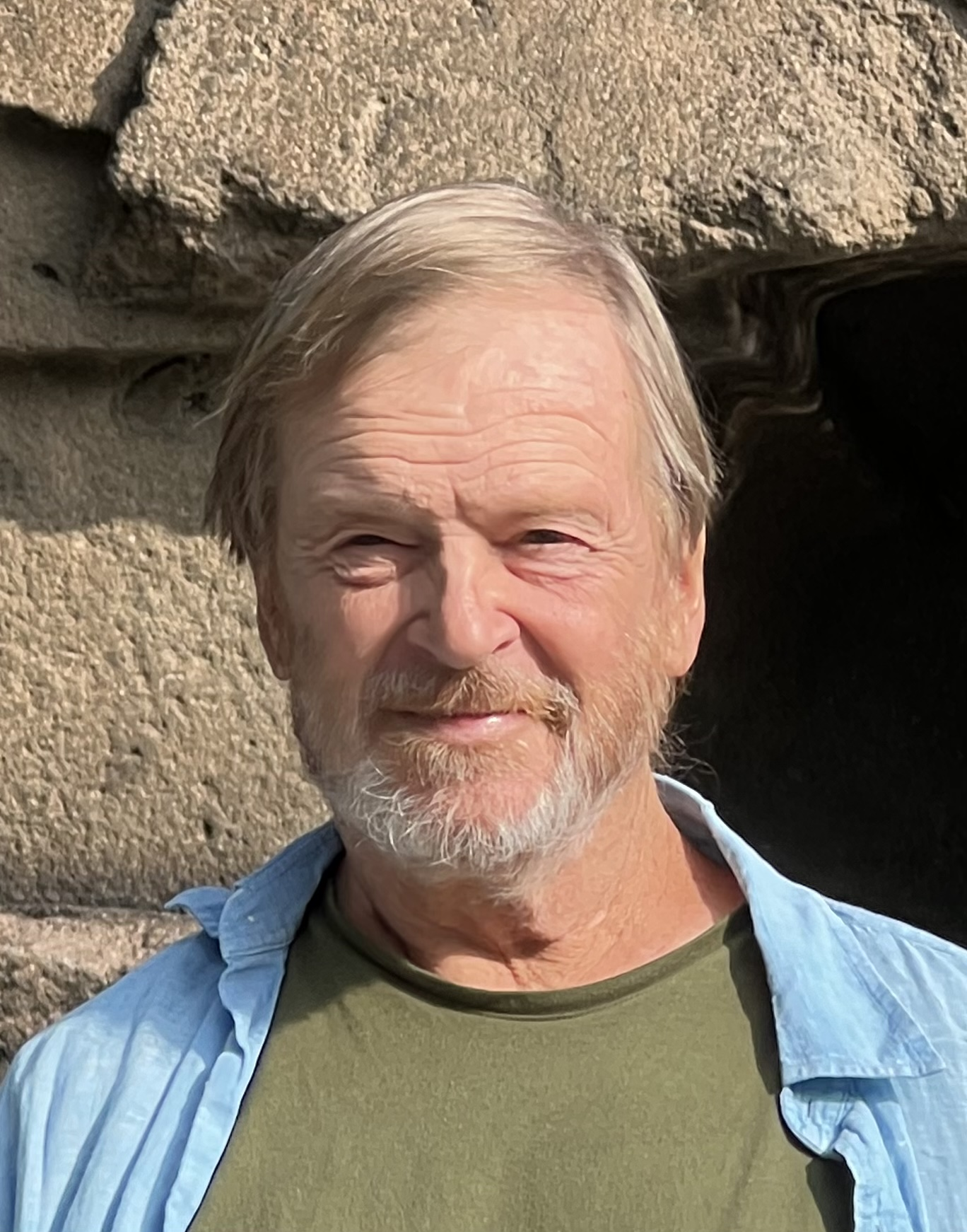
Karl Taube

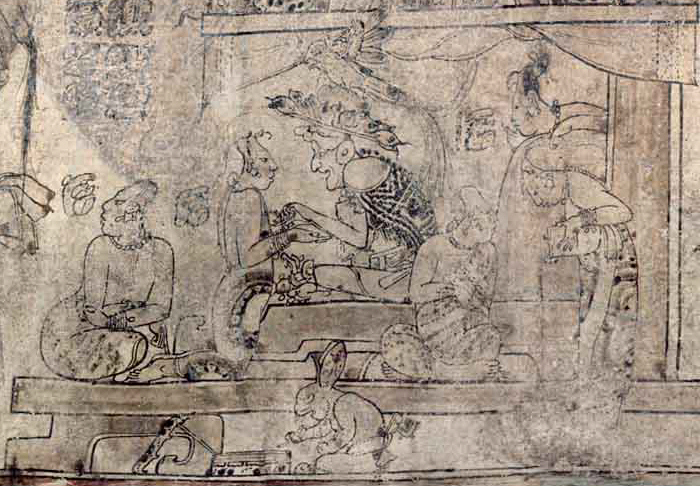
W obszarze zainteresowań Taube’a znajduje się wizja cielesności i seksualności u prekolumbijskich Majów, którym poświęcił kilka prac. Na ilustracji waza z Princeton, z bogiem L w otoczeniu kobiet

Karl Andreas Taube (ur. 1957) – amerykański mezoamerykanista, archeolog, epigrafik i etnohistoryk, znany przede wszystkim ze swoich badań nad prekolumbijskimi kulturami Mezoameryki i południowo-zachodnich regionów dzisiejszych Stanów Zjednoczonych, profesor antropologii na wydziale nauk humanistycznych, sztuk i nauk społecznych Uniwersytetu Kalifornijskiego w Riverside  .
Taube jest synem Henry’ego Taube’a (zm. 2005), laureata Nagrody Nobla w dziedzinie chemii w 1983 . Rozpoczął edukację na Uniwersytecie Stanforda, jednak wkrótce przeniósł się do Berkeley, gdzie w 1980 ukończył studia licencjackie z zakresu antropologii kulturowej. Następnie kontynuował studia antropologiczne na Uniwersytecie Yale, które zakończył otrzymaniem tytułu Master of Arts w 1983 oraz doktoratem w 1988 . Na tej ostatniej uczelni Taube był wychowankiem kilku znanych badaczy kultur prekolumbijskich, między innymi Michaela Coe, Floyda Lounsbury’ego i historyk sztuki Mary Miller. Wspólnie z Miller Taube opublikował leksykon encyklopedyczny na temat ikonografii starożytnego Meksyku i świata Majów The Gods and Symbols of Ancient Mexico and the Maya .
Jako naukowiec Taube uczestniczył w wielu zespołach badawczych pracujących nad archeologią, lingwistyką i etnografią na terenie wyżyny Chiapas, półwyspu Jukatan, środkowego Meksyku, Hondurasu oraz Gwatemali. Od 2003 był także głównym ikonografikiem projektu badającego stanowisko archeologiczne San Bartolo, kierowanego przez Williama Saturno i Monikę Urquizu. W ramach tego zadania zajmował się interpretacją fresków z tzw. struktury Pinturas Sub-1, datowanych na I wiek p.n.e . W 2004 Taube kierował także badaniami nad dokumentacją wcześniej nieznanych źródeł jadeitu odmiany Olmec blue we wschodniej Gwatemali. Prowadził także prace archeologiczne na stanowiskach prekolumbijskich w Ekwadorze i Peru .
W latach 80. XX wieku Taube badał m.in. historię rozwoju rolnictwa i jego symbolikę wśród ludów Mezoameryki; przykładem efektów tych badań była prezentacja podczas V Okrągłego Stołu w Palenque (1983) na temat majańskiego boga kukurydzy. Taube badał również symbolikę i bóstwa powiązane z kukurydzą u innych kultur środkowoamerykańskich, m.in. u Olmeków. Opublikował także monografię na temat bogów Majów okresu klasycznego .
W okresie późniejszym Taube zajmował się także badaniami wewnątrz i międzykulturowych relacji między ludami Mezoameryki a ludami tzw. Aridoameryki (pogranicze dzisiejszego Meksyku i Stanów Zjednoczonych) oraz z amerykańskiego południowego zachodu (American Southwest). Prowadził również badania nad relacjami między Teotihuacán, państwem-miastem dominującym nad płaskowyżem meksykańskim w epoce klasycznej historii Mezoameryki, a współczesnymi mu państwami Majów .